# Sakaraha (Distrikt)

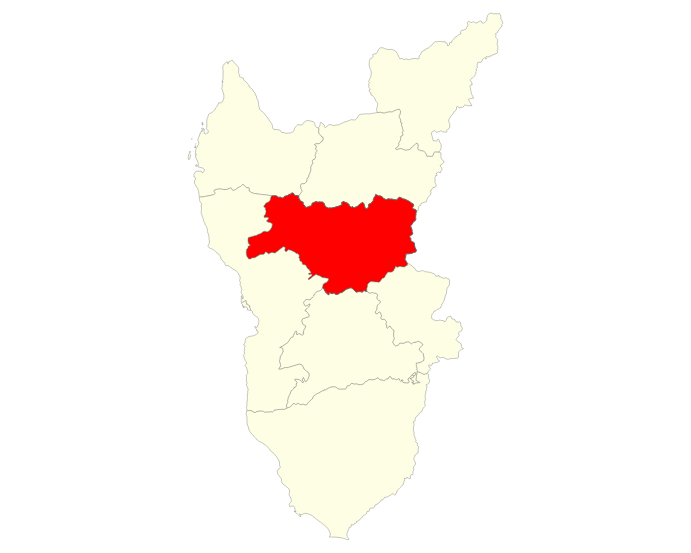
Lage des Distrikts Sakaraha in der Region Atsimo-Andrefana

Der Distrikt Sakaraha ist eine Verwaltungseinheit in der Region Atsimo-Andrefana im Süden von Madagaskar. Im Jahre 2014 hatte sie Schätzungen zufolge etwa 116.000 Einwohner. Sie verwaltet ein Gebiet von 8578 km², auf dem die folgenden Gemeinden liegen: Ambinany, Amboronabo, Andalamasina Vineta, Andranolava, Bereketa, Mahaboboka, Miary Lamatihy, Miary Taheza, Mihavatsy und Mikoboka.